# 223
Năm 223 (CCXXIII) là một năm thường bắt đầu bằng Thứ Tư trong lịch Julius. 

## Mất
- Trương Ký , quan viên nhà Tào Nguỵ
- Tô Tắc , quan viên nhà Tào Nguỵ
- Lưu Bị, hoàng đế đầu tiên nước Thục Hán (s. 161)